# Ernest Johnson
Ernest Alfred Johnson (Putney, 18 novembre 1912 – Kingsbridge, 29 novembre 1997) è stato un pistard britannico.

## Palmarès
- Giochi olimpici

Los Angeles 1932: bronzo nell'inseguimento a squadre.
Berlino 1936: bronzo nell'inseguimento a squadre.